# Metapa de Domínguez
La città di Metapa de Domínguez è a capo del comune di Metapa, nello stato del Chiapas, Messico. Conta 2 610 abitanti secondo le stime del censimento del 2010 e le sue coordinate sono 14°50'N 92°11'W.